# Edy Leopoldo Tremel
Edy Leopoldo Tremel (Rio Grande, 30 de outubro de 1928) é um advogado e escritor brasileiro.

## Vida
Filho de Adolpho Tremel e Aurora Brodt Tremel.

## Carreira
É membro da Academia Catarinense de Letras.

## Obras
- A Hospedaria - contos
- Aprendendo a Viver (1995)
- Urubulândia 2000: a Fábula de uma Civilização (2000)
- O Espiritualismo de Bergson (2002)
- O Velho e a Águia (2004)
- Ah! Não é Isto a Felicidade? (2006)